# Kuchnia austriacka

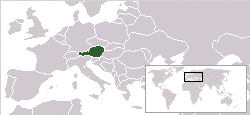

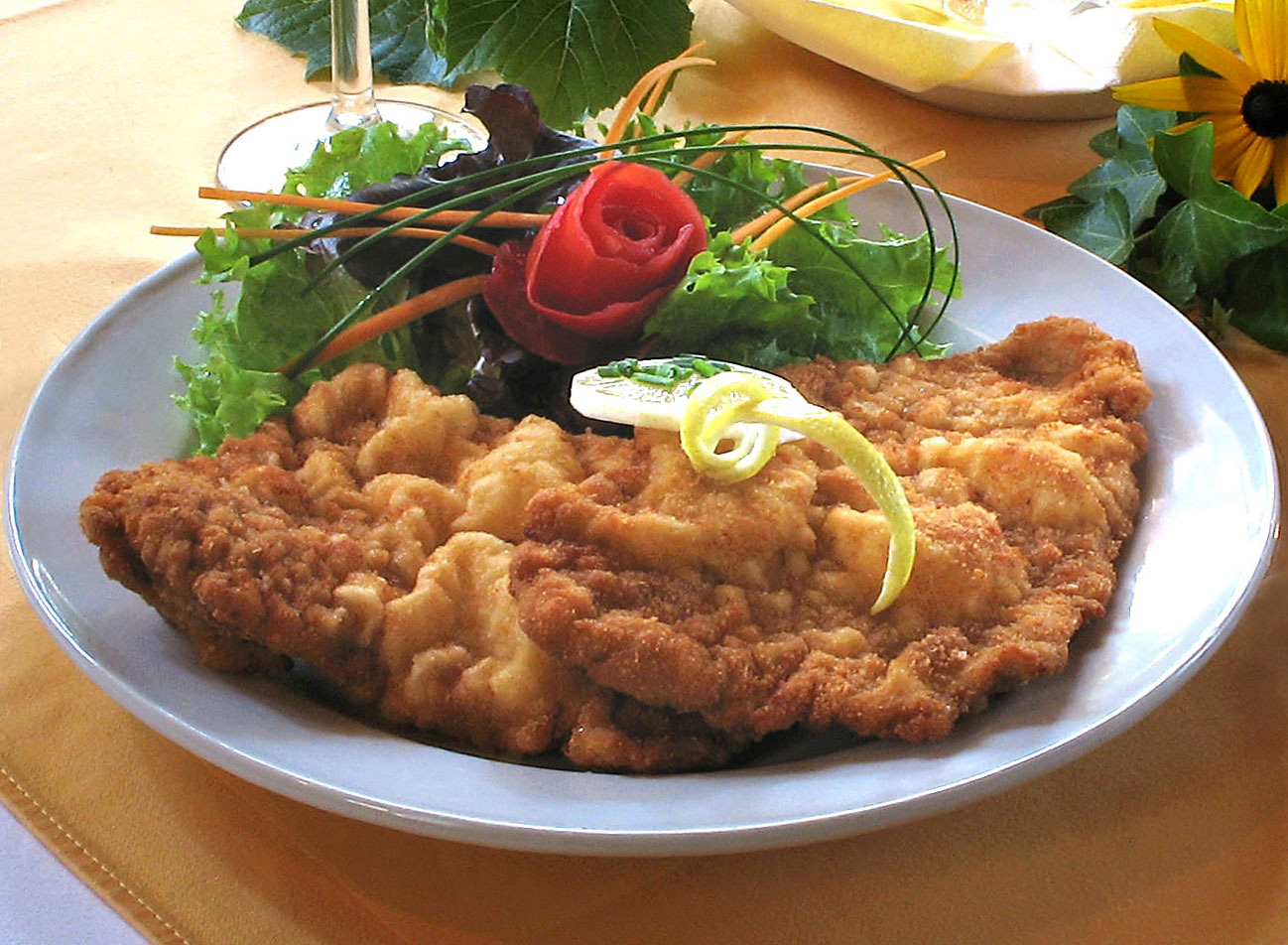
Sznycel wiedeński

Kuchnia austriacka – niejednolita w swym charakterze kuchnia Austrii, ze względu na wciąż wielonarodowościowy charakter tego kraju, a zwłaszcza z uwagi na wielonarodową przeszłość dawnych Austro-Węgier. Często nazywana umownie „wiedeńską” (Wiener Küche), łączy w sobie wpływy niemieckie, węgierskie, czeskie, polskie, a także włoskie i bałkańskie.

## Cechy ogólne
Wkład Węgrów zaznacza się przede wszystkim w postaci papryki i w obecności wszelkich przyprawianych nią potraw, czeski – w postaci różnorodnych knedli, od narodów bałkańskich pochodzi zapożyczona technika prażenia mięsa na ruszcie, z kuchni polskiej – wykorzystanie śmietany, grzybów, ogórków, z włoskiej – potrawy z makaronu, ryżu oraz lody. Do najpopularniejszych rodzajów mięsa należą w tej kuchni wołowina i cielęcina, mniejsze powodzenie zyskała rozpowszechniona na Bałkanach baranina. Częste są za to w jadłospisie ryby (pstrąg, karp, szczupak, sandacz).

## Charakterystyczne potrawy i dania

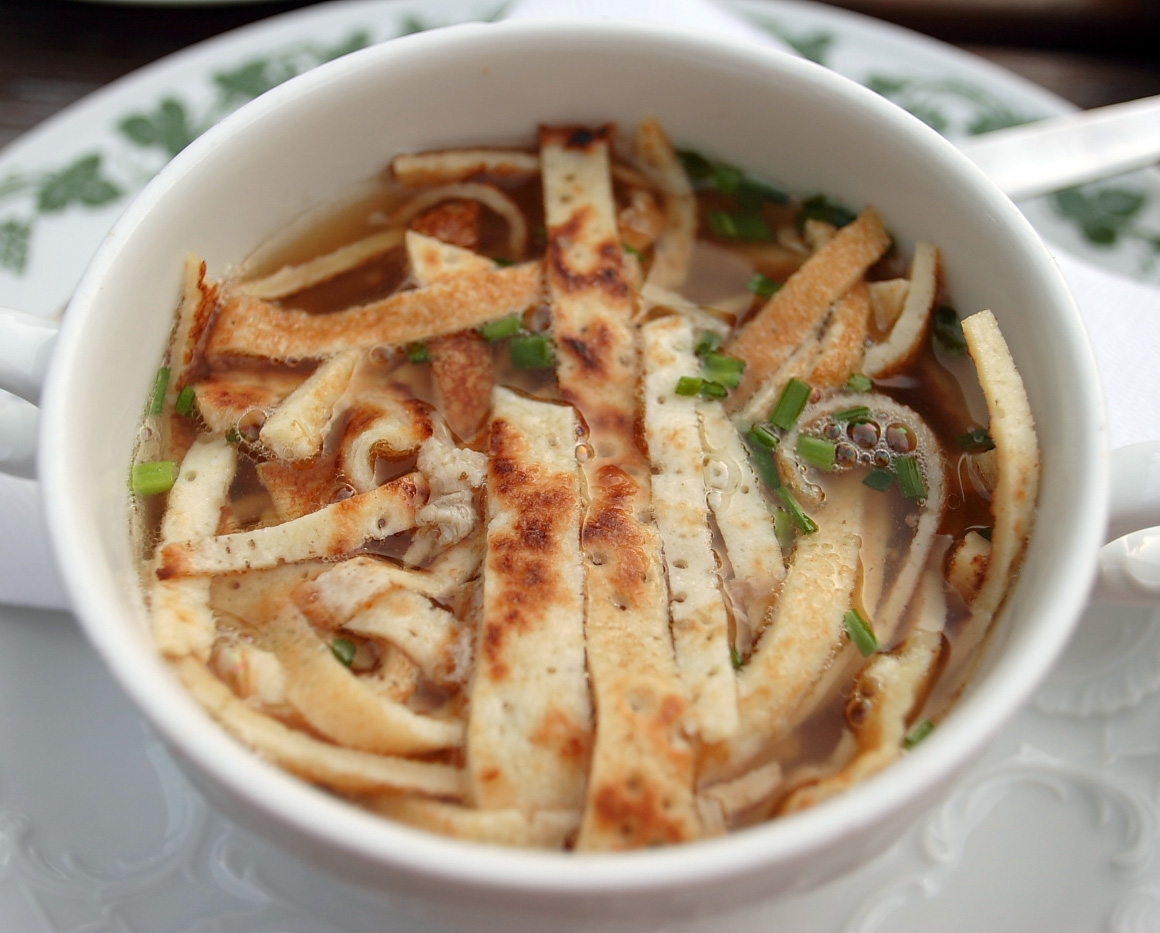
Zupa naleśnikowa

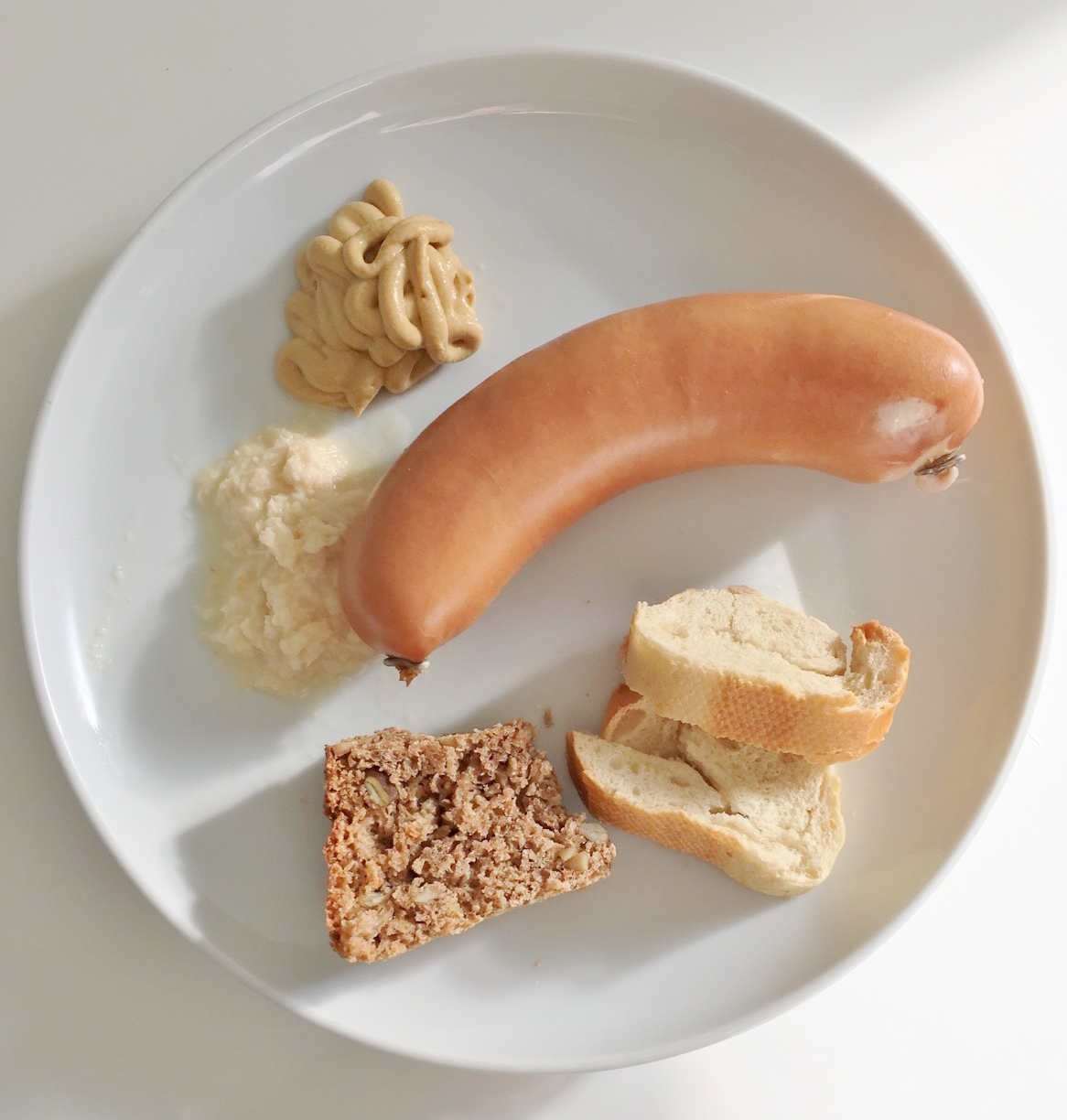
Parówkowa kiełbaska knackerl z pieczywem, musztardą i chrzanem

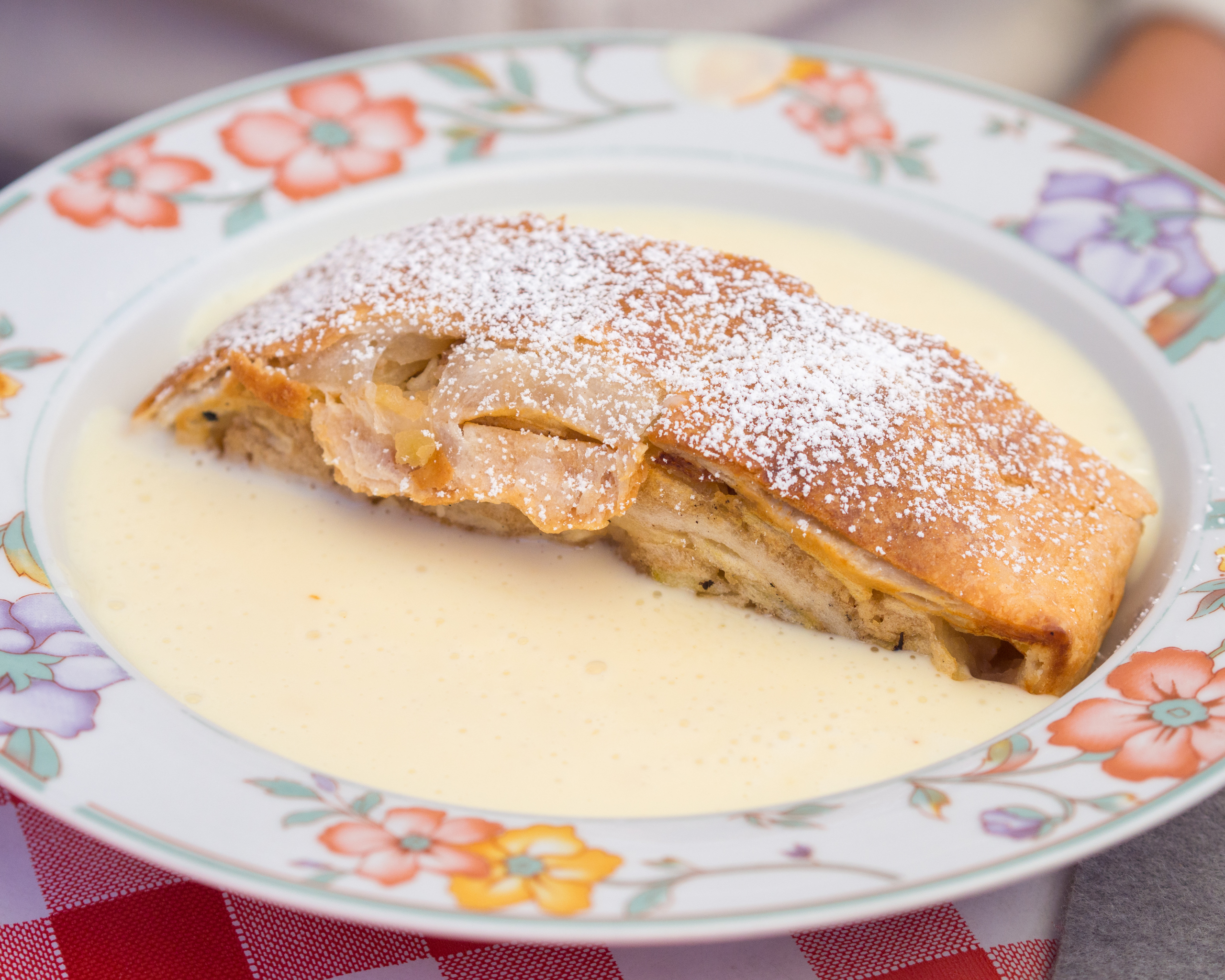
Strudel jabłkowy w sosie waniliowym

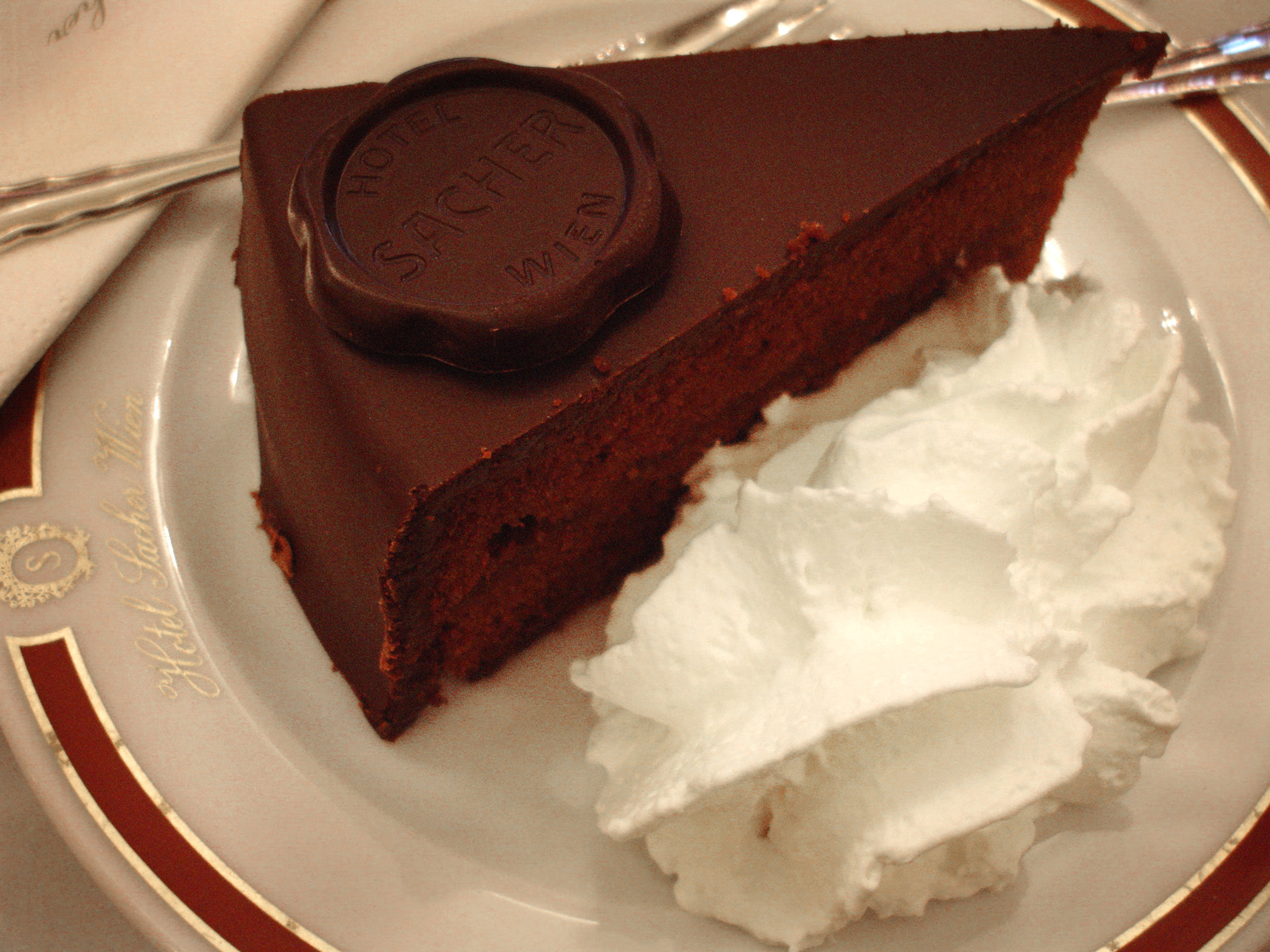
Tort Sachera z bitą śmietaną

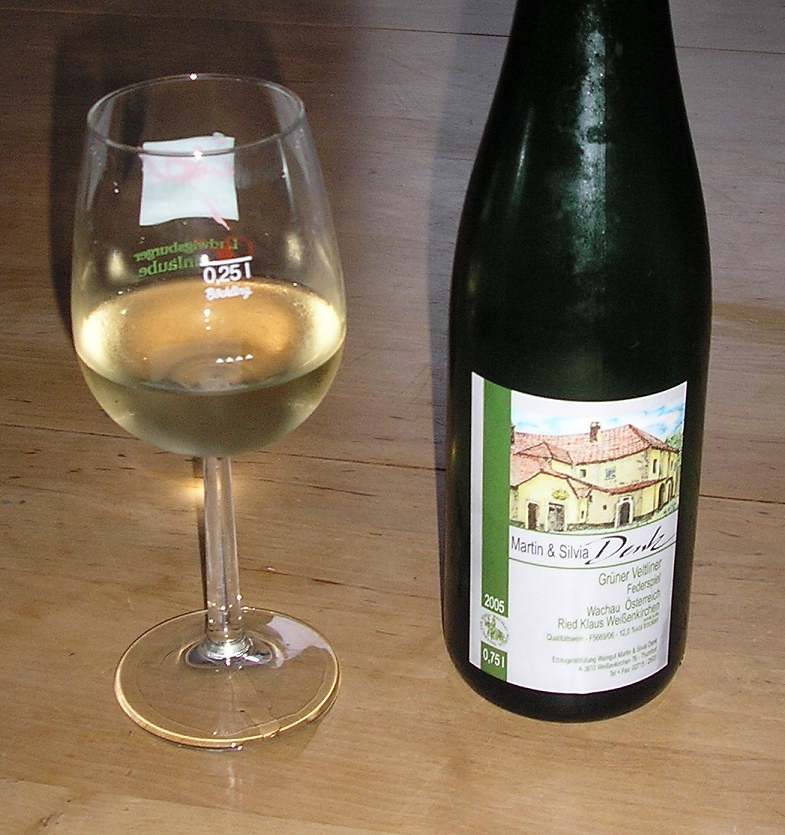
Grüner Veltliner z win doliny Wachau

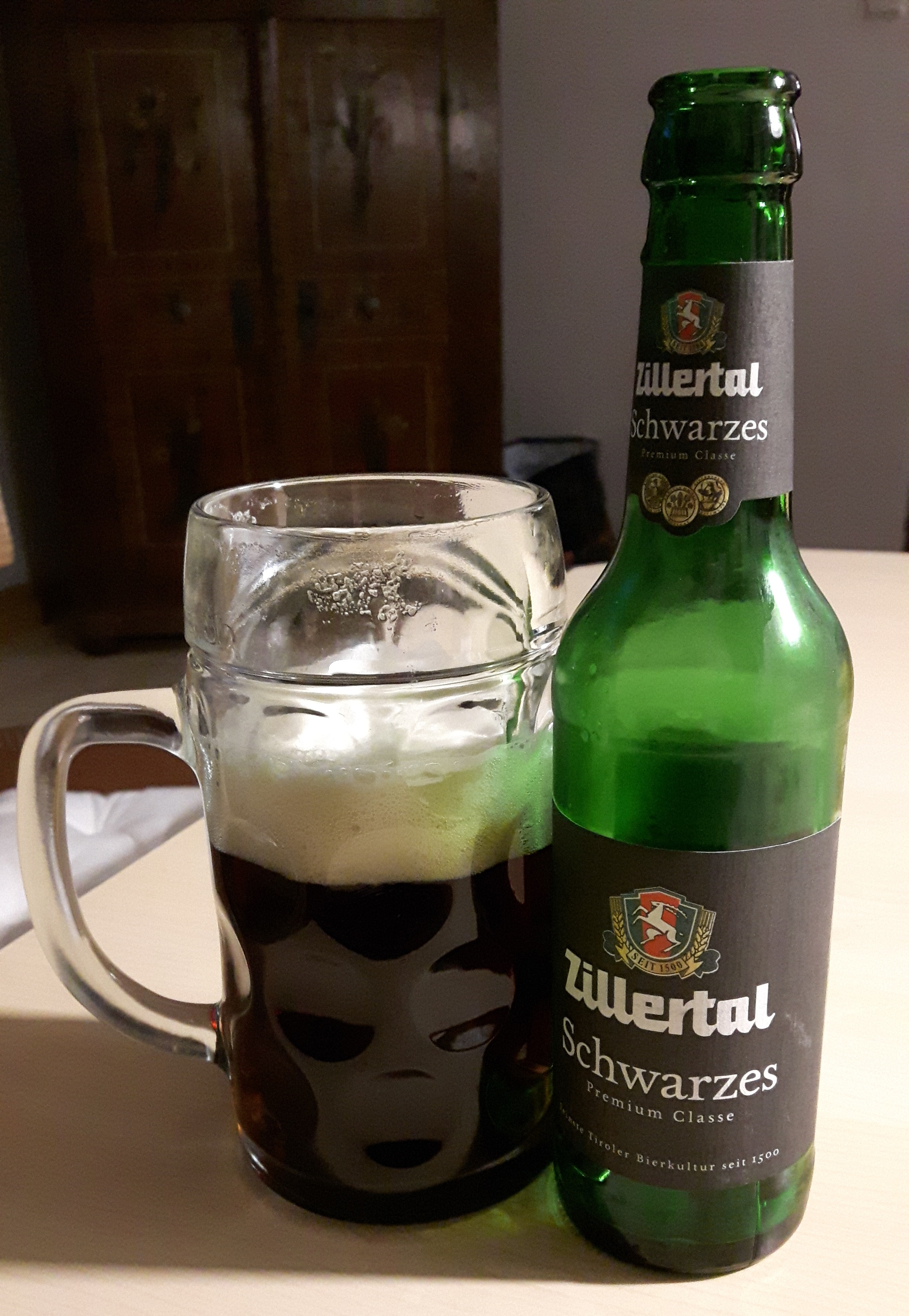
Ciemne piwo z tyrolskiego Zilleru

Zupa jest niezbędnym daniem głównego posiłku dnia, lokalne specjalności to rosół z kostnego szpiku z kluseczkami (Markknödelsuppe) czy bulion z wkrojonym w niego naleśnikiem (Frittatensuppe).
Do szczególnie popularnych dań mięsnych należy sznycel wiedeński (Wienerschnitzel) oraz nadziewany kaszanką strudel (Blutwurststudel), przypominający polską kaszankę zawiniętą w cieście strudlowym. Inne charakterystyczne dania tej kuchni to polędwica wołowa po wiedeńsku (Tafelspitz), schab po wiedeńsku (Schweinskarrée) oraz wieprzowina z chrzanem (Krenfleisch), wołowe rozbratle (Rostbraten in der Bratfanne), a także pikantny gulasz cygański (Zigeunergulasch) z mieszanego mięsa wołowo-wieprzowo-baraniego. Dodatkiem do wielu dań mogą być słodkie kluseczki salzburskie (Echte Salzburgernockerl), a specyficznym dodatkiem do zup (np. rosołu) – kluseczki wątrobiane (Leberreis); uzupełnieniem rosołu bywa też tłusty knedel z mielonej wątróbki z przyprawami (Leberknödel). W najtańszej gastronomii powszechnie dostępne są (m.in. w ulicznych kioskach – Wurstelstand) podawane na gorąco różnorodne kiełbaski (Knackerl): wątrobianka, pikantna burska, surowa debreczyńska, bratwurst, käsekrainer itp.
Podobnie jak u Czechów, szczególne miejsce w tej kuchni zajmują knedle. Przyrządzane nawet na kwaśno (Germknödel), występujące w różnych odmianach (także regionalnych), odróżnia je głównie rodzaj nadzienia, którym może być nie tylko wątróbka (Leberknödel), ale nawet chleb (Semmelknödel). Z innych potraw mącznych charakterystyczny jest (zwłaszcza w zachodniej Austrii) smakowo podobny do knedli, drobny makaron zwany Nockerln albo Spätzle. Natomiast nazwa Nudeln odnosi się do makaronu wstążkowego, np. w Karyntii mieszanego z serem i zwijanego w gałki (Käsnudeln). Poza ziemniakami gotowanymi i smażonymi (Bratkartoffeln), ich najczęściej spotykaną postacią są frytki, popularne są też podsmażane w plasterkach (gerōstete).
Chlubą kuchni wiedeńskiej są jednak dania słodkie: od naleśników (np. z czarną porzeczką – Moosbeernocken) i knedli aż po torty (np. Linzer Torte). Należy do nich strudel (zwłaszcza jabłkowy – Apfelstrudel), wiedeński sernik (Topfenkuchen), morelowe knedle (Marillenknödeln aus Brandteig), szeroko znany czekoladowy tort Sachera czy wykwintny tort ananasowy (Ananastorte). Do wypieków tradycyjnych należy m.in. budyń czekoladowy okładany bitą śmietaną (Mohr im Hemd) i znana w Polsce babka z ciasta drożdżowego/biszkoptowego z rodzynkami (Guglhupf). Popularne są kruche rogaliki-rożki (Kipferln), często ze słodkim nadzieniem (waniliowym, orzechowym, maślanym itp.). Znacznie cięższe i tłustsze od polskich są niezwykle lubiane w kuchni wiedeńskiej pączki, wypiekane również na szczególne okazje (Trzech Króli, Wielkanoc, noc świętojańską itp.) – m.in. z jagodami jałowca, wśród których np. tyrolskie wyróżniają się kształtem trójkątnym. Smażone na smalcu, ale twarde i ciężkie, nadziewane są (podobnie jak polskie) owocową konfiturą i posypywane cukrem pudrem.

## Napoje
Uatrakcyjnienie oraz niezbędne dopełnienie obiadów i kolacji stanowią wina rodzimej produkcji, wprawdzie ustępujące francuskim i węgierskim, mimo to znane ze swej jakości w Europie. Ogólnie dzielone są na stołowe (Tafelwein) oraz rzemieślnicze i winiarni prywatnych (Landwein). Wśród typowych dla krajowego winiarstwa win białych są riesling, veltliner i traminer. Szlachetniejsze produkty winiarskie (Qualitätswein i Prädikatswein) klasyfikowane są jeszcze w podkategoriach Auslese (wytwarzane z wyselekcjowanych, zdrowych i dojrzałych winogron), Spätlese (z późnojesiennych winogron) i rzadkie Eiswein (z winogron zebranych po przymrozkach). Ponadto pija się moszcz (Most) będący owocowym napojem z jabłek i gruszek, a także z soku winogron (Traubenmost), oraz mocniejszy od niego, sfermentowany Sturm (Heuriger), jak również Obstler powstały z fermentacji owocowej mieszaniny; najmocniejszym alkoholem jest zwykły Schnaps (wódka).
Do napojów charakterystycznych dla krajowców należy kawa, od czasu założenia w Wiedniu pierwszej kawiarni przez Franciszka Kulczyckiego vel Kolschitzky’ego (1683), dzięki zdobyczy przejętej z rozbitego podczas wiedeńskiej odsieczy obozu tureckiego i wprowadzenia tego napoju do zwyczajów i codziennej kultury Austriaków (przede wszystkim jako kawa z bitą śmietaną).
Wiedeńskie kawiarnie (Wiener Kaffeehausern) i cukiernie (Konditoreien) oferują niezwykle szeroką gamę odmian tego napoju: od zwyczajnej Mocca (typowa „czarna”) aż po wyrafinowaną Wiener Eiskaffee (na zimno z lodami waniliowymi i bitą śmietaną) czy carską (Zarenkaffee), czyli wzmocnione espresso z nakładką z posłodzonego żółtka w cieście. Wśród nich do najistotniejszych należą kombinacje takie jak Mocca gespritzt (z koniakiem), kawa Fiaker (wzmacniana rumem), Mozart (z likierem Mozart) czy Maria Theresia (z likierem pomarańczowym). Inne dostępne odmiany to Brauner (czarna z dolewką mleka), Kapuziner (ledwie zabielona mlekiem, ale z tartą czekoladą), Melange (z mlekiem i bitą śmietaną), Einspänner (z bitą śmietaną, w szklance) albo Masagran (zimna z lodem i likierem maraskino).
Innym nieodłącznym składnikiem austriackiego stołu jest piwo, najczęściej jasne (helle), czasem ciemne (dunkel), także w rodzajach takich jak koźlak, marcowe czy popularne w Kraju Salzburskim piwo pszeniczne, czyli białe (Weizenbier, Weissbier). Do renomowanych marek zalicza się Gösser, Schwechater, Stiegl, Zipfer, także Puntigammer czy Ottakringer; ulubione swe piwa ma Tyrol. Preferowane są podawane z beczki (vom Fass) – w dużych półlitrowych kuflach (Krügerl lub Grosse) albo jako „małe” 0,3 litrowe (Seidel/Kleine), względnie jako Glas (szklanka); najmniejsza wielkość to Pfiff (0,2 litra). Radler jest rozpowszechnionym obecnie w Europie piwem mieszanym z lemoniadą, natomiast bezalkoholowy Almdudler to napój o smaku pośrednim między lemoniadą a piwem imbirowym.
Pewne specjały, w Polsce ogólnie przypisywane Austriakom jako narodowe, wiążą się z nimi jedynie nazwą – np. jajko po wiedeńsku, tam zwykle uważane za jajko w szklance (Frühstücksei ins Glas). Sznycel wiedeński (jako nazwa zastrzeżona) to produkt wyłącznie z panierowanej cielęciny i nie może być zastępowany innym mięsem (np. wieprzowiną), gdyż wtedy jest nazywany tylko „sznyclem po wiedeńsku” (Schnitzel Wiener Art).
Do najsłynniejszych austriackich kucharzy należał Franz Sacher, który m.in. stworzył takie dania, jak sztukę mięsa w sosie koperkowym (Wiener Tafelspitz mit Dillsauce) czy tort czekoladowy (Sacher Torte).